# Terregles House
Terregles House fu una residenza nobiliare posta a Terragles, nei pressi di Dumfries, in Scozia. Essa andò a rimpiazzare un'antica casaforte che fu la sede dei signori e conti di Nithsdale sino alla perdita dei titoli da parte della famiglia nel 1716.

## Storia

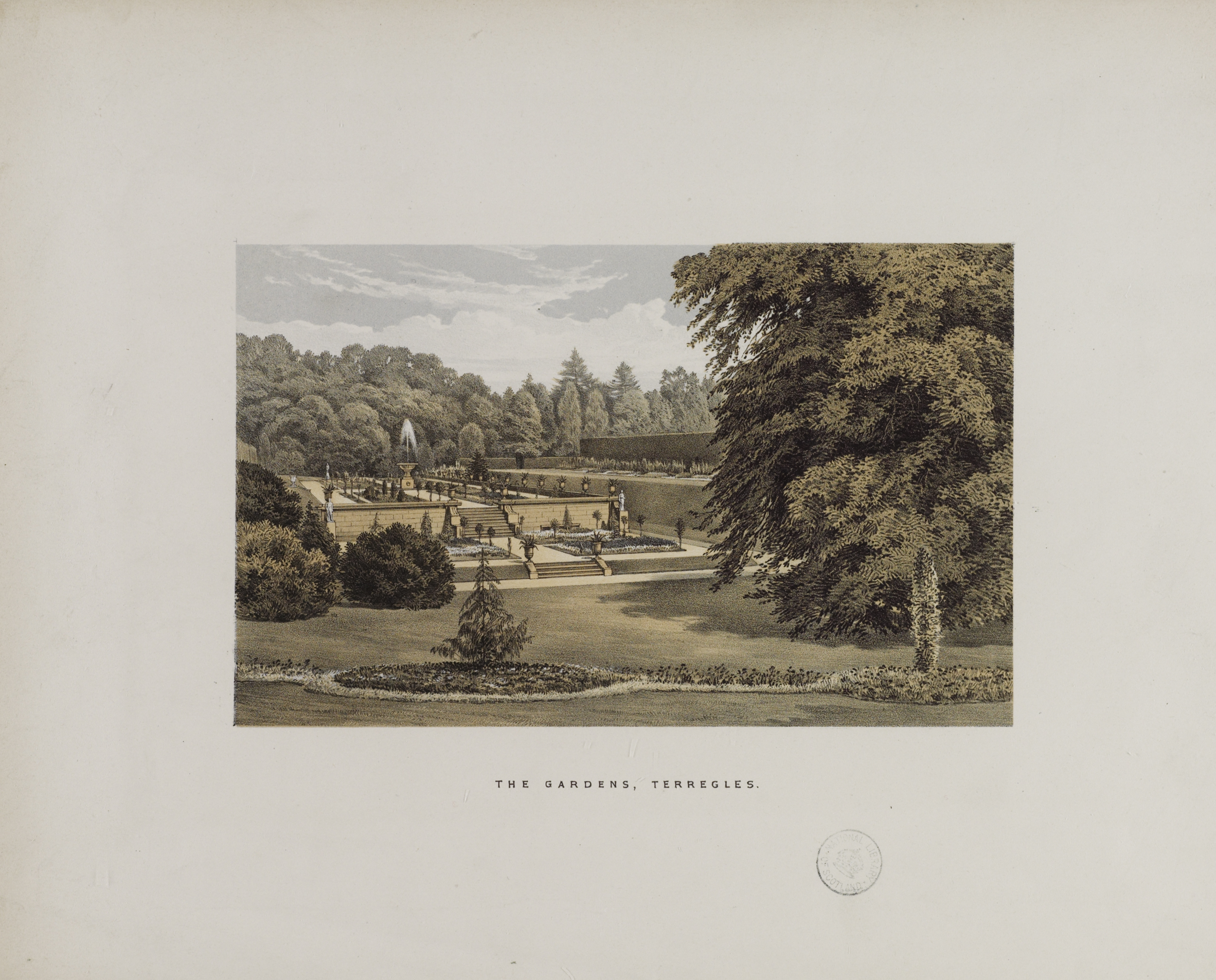
I giardini di Terregles House a metà Ottocento

Nel 1776, Winifred Maxwell, nipote del quinto conte di Nithsdale, divenne erede universale di suo padre, ereditando anche la proprietà di Terregles House. Nel 1788, assieme al marito William Haggerston Constable di Everingham, diede commissione all'architetto Thomas Atkinson di costruire una nuova abitazione che andasse a rimpiazzare l'antico castello di famiglia, ormai in rovina, così da farne la propria nuova abitazione.
La casa comprendeva anche una cappella di fede cattolica che venne aperta alla popolazione locale nel 1813.
L'architetto sir Robert Smirke venne chiamato nel 1831 per estendere il progetto della villa e per costruirvi delle stalle.
Nel 1848 il nipote di Winifred, William Constable-Maxwell, ottenne dal parlamento del Regno Unito il riconoscimento al ruolo di erede e discendente di William Maxwell, V conte di Nithsdale, e dieci anni più tardi la Camera dei Lords lo riconobbe decimo lord Herries di Terregles. I suoi discendenti vissero a Terregles House sino all'inizio del XX secolo quando la proprietà venne abbandonata.
La residenza venne venduta dopo la prima guerra mondiale ed all'inizio degli anni '30 vennero venduti anche gli arredi che essa conteneva. Durante la seconda guerra mondiale, la casa venne requisita dai norvegesi e, probabilmente, accolse anche re Haakon VII.
La proprietà non venne rioccupata dopo la fine della guerra e venne infine demolita nel 1962. Le stalle della residenza, disegnate da Smirke e costruite nel 1831, sono l'unica parte ad oggi sopravvissuta del complesso.